# 馬塔卡納島
37°35′S 176°05′E / 37.583°S 176.083°E

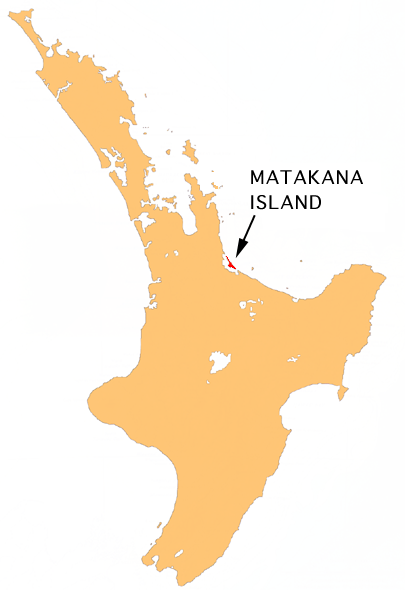

馬塔卡納島是新西蘭的島嶼，位於北島的豐盛灣西部，長20公里、寬3公里，面積60.7平方公里，最高點海拔高度72米，2006年人口25，人口密度為每平方公里3.75人。
37°35′S 176°05′E / 37.583°S 176.083°E

## 外部連結
- Last step in Matakana Island pursuit （页面存档备份，存于）
- Matakana Island Surf Report （页面存档备份，存于）